# جبهة القوى الاشتراكية
جبهة القوى الاشتراكية (بالفرنسية: Front des Forces Socialistes: FFS)‏ هو حزب سياسي في الجزائر.
بدأ نشاطه سنة 1963م بعد استقلال الجزائر، وكان يرأسه المجاهد حسين آيت أحمد.

## التأسيس

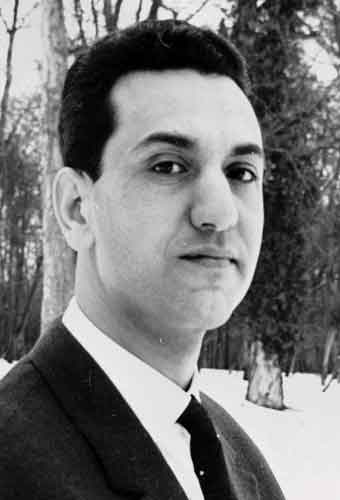
محند أولحسين آيت أحمد

تأسست جبهة القوى الاشتراكية في سنة 1963م بالجزائر غداة الاستقلال الوطني من طرف المجاهد محند أولحسين آيت أحمد (26 أغسطس 1926م - 23 ديسمبر 2015م) المولود بعين الحمام بولاية تيزي وزو.
وحسين آيت أحمد هو سياسي جزائري وأحد قادة الثورة الجزائرية في جبهة التحرير الوطني.
فبعد حصول الجزائر على استقلالها في 5 جويلية 1962م، نظمت انتخابات للمجلس التأسيسي في شهر سبتمبر من نفس السنة، وكان حسين آيت أحمد من ضمن الفائزين مرشحا عن دائرة سطيف.
ولكنه ما لبث أن اصطدم مع ما كان يعتبره سياسة تسلطية للرئيس أحمد بن بلة، فاستقال من المجلس التأسيسي وأسس حزب جبهة القوى الاشتراكية في سبتمبر 1963م.
عاش حسين آيت أحمد في منفاه الاضطراري بسويسرا منذ 1 ماي 1966م، ولم يعد إلى الجزائر إلا مع الانفتاح الذي أعقب أحداث 5 أكتوبر 1988م لينتقل بذلك نشاط جبهة القوى الاشتراكية من السرية إلى العلنية بعد اعتمادها رسميا من طرف وزارة الداخلية الجزائرية.

## المرجعية
جبهة القوى الاشتراكية هي حزب وطني جزائري يستند إلى مرجعية النصوص التأسيسية للدولة الجزائرية المستقلة بعد 19 مارس 1962م.
وأهم هذه النصوص المرجعية للحزب هي بيان أول نوفمبر 1954م وأرضية مؤتمر الصومام 1956م.
وبما أن جبهة القوى الاشتراكية حزب وطني تأسس من مخاض ثورة التحرير الجزائرية، فإنه ملتزم بالشرعية الدستورية والقانونية من خلال الالتزام بنص وروح دستور الجزائر وقوانينها.
كما يعتمد الحزب على الإعلان العالمي لحقوق الإنسان في نضاله من أجل صيانة وترقية حقوق الإنسان في الجزائر والحريات الفردية والجماعية وحرية الفكر والحريات المدنية.

## الهيكل التنظيمي

### الهيئة الرئاسية
أقر مشروع القانون الأساسي المقترح أمام المؤتمرين في سنة 2013م انتخاب قيادة جماعية للحزب أثناء انعقاد المؤتمر الخامس، تسمى الهيئة الرئاسية، تعوض رئيس الحزب، وتتكون من قيادات ينتخبهم المؤتمرون.
تختار الهيئة الرئاسية بدورها الأمين الوطني الأول للحزب، لكنها تحتفظ بصفتها الرئاسية.
| رقم | عضو الهيئة        | البداية | النهاية |
| --- | ----------------- | ------- | ------- |
| 01  | محند أمقران شريفي | 2013م   | 2018م   |
| 02  | علي لعسكري        | 2013م   | 2018م   |
| 03  | عزيز بلول         | 2013م   | 2018م   |
| 04  | سعيدة إيشالامان   | 2013م   | 2018م   |

### الأمانة العامة
يتم تنصيب أعضاء الأمانة الوطنية لجبهة القوى الاشتراكية خلال ندوة استثنائية للمجلس الوطني من قبل الأمين الأول للحزب وأعضاء من الهيئة الرئاسية.
ويتم تعيين هذه الأمانة الوطنية المكونة من أكثر من 26 عضوا طبقا لقوانين الحزب.
| رقم | الوظيفة                                        |  | رقم | الوظيفة                                |
| --- | ---------------------------------------------- |  | --- | -------------------------------------- |
| 01  | الأمين الوطني الأول                            |  | 14  | الأمين المكلف بالعلاقات مع المناضلين   |
| 02  | الأمين المكلف بالإعلام                         |  | 15  | الأمين المكلف بمتابعة الفيديراليات     |
| 03  | الأمين المكلف بالعلاقات الخارجية ورئيس الديوان |  | 16  | الأمين المكلف بالحركة الجمعوية         |
| 04  | الأمين المكلف بالتكوين، التربية والبحث         |  | 17  | الأمين المكلف بالمنتخبين المحليين      |
| 05  | الأمين المكلف بترقية المرأة                    |  | 18  | الأمين المكلف بالثقافة                 |
| 06  | الأمين المكلف بحقوق الإنسان                    |  | 19  | الأمين المكلف بالملفات والتوثيق        |
| 07  | الأمين المكلف بالشؤون المغاربية والإقليمية     |  | 20  | الأمين المكلف بالشباب                  |
| 08  | الأمين المكلف بالدراسات القانونية والدستورية   |  | 21  | الأمين المكلف بالتكوين السياسي         |
| 09  | الأمين المكلف بقدماء 1963م                     |  | 22  | المندوب الوطني المكلف بالغرب الجزائري  |
| 10  | الأمين المكلف بالمالية والإدارة                |  | 23  | المندوب الوطني المكلف بالجنوب الجزائري |
| 11  | الأمين المكلف بالتنظيم والانخراط               |  | 24  | المندوب الوطني المكلف بالشرق الجزائري  |
| 12  | الأمين المكلف بالشؤون القضائية والتضامن        |  | 25  | مدير المقر الوطني وتسيير ممتلكات الحزب |
| 13  | مستشار الحزب في الخارج                         |  | 26  | أعضاء ديوان المستشارين                 |

### الأمناء العامون
| رقم | السكرتير الوطني   | البداية | النهاية |
| --- | ----------------- | ------- | ------- |
| 01  | علي قربوعة        | 1991م   | 1994م   |
| 02  | جودي معمري        | 1994م   | 1996م   |
| 03  | جمال زناتي        | 1996م   | 1998م   |
| 04  | مصطفى بوهادف      | 1998م   | 2000م   |
| 05  | علي لعسكري        | 2000م   | 2002م   |
| 06  | أحمد جداعي        | 2002م   | 2005م   |
| 07  | سمير بوعكوير      | 2005م   | 2007م   |
| 08  | كريم طابو         | 2007م   | 2011م   |
| 09  | علي لعسكري        | 2011م   | 2013م   |
| 10  | أحمد باطاطاش      | 2013م   | 2014م   |
| 11  | محمد نبو          | 2014م   | 2016م   |
| 12  | عبد المالك بوشافع | 2016م   | 2016م   |

### المجلس الوطني
يقوم المجلس الوطني ببحث إستراتيجية المشاركة في الانتخبات المحلية والتشريعية والرئاسية عند كل استحقاق انتخابي.
وتقدم اللجان الانتخابية الولائية عروضا للمجلس الوطني عن تقدم عملية جمع ملفات قوائم الانتخابات، قبل مباشرة عملية الإيداع لدى مصالح الإدارة.
كما تتزامن دورات المجلس الوطني بتنظيم ندوات فكرية ينشطها باحثون ومناضلون مخصصة للحديث عن وضع التنمية المحلية وأهمية إجراء إصلاحات في هيكلة الدولة للمضي إلى لامركزية حقيقية.

### لجنة الأخلاقيات
صادق المشاركون في المؤتمر الخامس لجبهة القوى الاستراكية في سنة 2013م على لوائح القانون الأساسي الجديد الذي تم تكييفه مع مستجدات الظروف السياسية الراهنة ومبادئ الحزب.
وتضمن القانون الأساسي الجديد استحداث لجنة أخلاقيات الحزب التي أوكلت مهمة رئاستها إلى محند أمقران شريفي ورشيد حالت كنائب له في هذه اللجنة، كما أن سعيدة إيشلامان عضو فيها.

### الفدراليات الولائية
تتم الهيكلة المحلية لجبهة القوى الاشتراكية على مستوى ولايات الجزائر عبر فدراليات ولائية.
ذلك أن المشروع السياسي لهذا الحزب يهدف إلى تطوير أداء الدولة الجزائرية للوصول إلى نجاعة التسيير المعروفة في كل جمهورية فدرالية نموذجية.
تشهد مقرات الفدراليات الولائية للحزب العديد من النشاطات متمثلة في إحياء المناسبات الوطنية والنضالية، تنظيم المؤتمرات الفدرالية، وعقد النشاطات والأيام التكوينية للمناضلين.

## الانتخابات الرئاسية 1999م
شاركت جبهة القوى الاشتراكية في المراحل التحضيرية من الانتخابات الرئاسية الجزائرية في 15 أفريل 1999م.
وفي 5 فيفري 1999م، قدمت جبهة القوى الاشتراكية زعيمها المؤسس حسين آيت أحمد كمرشح رسمي للحزب في الانتخابات الرئاسية الجزائرية.
غير أنه انسحب منها رفقة المرشحين الآخرين منددين بما سموه التزوير، وقد انتهت تلك الانتخابات بفوز عبد العزيز بوتفليقة بنتائج الاقتراع.
أما حسين آيت أحمد، فرغم انسحابه فقد حصل على المرتبة الرابعة بـ319,523 صوتا أي 3.17 بالمائة من الأصوات.

## نوابالمجلس الشعبي الوطني

### الانتخابات التشريعية 26 ديسمبر 1991م
التوزع الولائي لنواب البرلمان (1991م)
التوزع الجنسي لنواب البرلمان (1997م-2002م)

#### التمثيل الولائي
توزع نواب البرلمان عن جبهة القوى الاشتراكية وطنيا في أول انتخابات تشريعية جزائرية تعددية خلال يوم 26 ديسمبر 1991م عبر الولايات حسب النسب التالية:
1. نواب ولاية بجاية: 11 (44.00 %).
2. نواب ولاية البويرة: 01 (4.00 %).
3. نواب ولاية تيزي وزو: 12 (48.00 %).
4. نواب ولاية سطيف: 01 (4.00 %).[9]

### العهدة التشريعية 1997م-2002م
تشكلت كتلة نواب جبهة القوى الاشتراكية خلال ثاني انتخابات تشريعية جزائرية تعددية خلال يوم 5 جوان 1997م.

#### التمثيل النسوي
توزع نواب البرلمان عن جبهة القوى الاشتراكية وطنيا في الدورة التشريعية 1997م-2002م وفق الجنس حسب النسب التالية:
1. النواب النساء: 01 (5.26 %).
2. النواب الرجال: 18 (94.74 %).

#### التمثيل الولائي
التوزع الولائي لنواب البرلمان (1997م-2002م)
توزع نواب البرلمان عن جبهة القوى الاشتراكية وطنيا في العهدة التشريعية 1997م-2002م عبر الولايات حسب النسب التالية:
1. نواب ولاية بجاية: 06 (31.58 %).
2. نواب ولاية البويرة: 01 (5.26 %).
3. نواب ولاية تيزي وزو: 07 (36.84 %).
4. نواب ولاية الجزائر: 03 (15.79 %).
5. نواب ولاية بومرداس: 01 (5.26 %).
6. نواب ولاية تيبازة: 01 (5.26 %).[9]

### العهدة التشريعية 2012م-2017م
تشكلت كتلة نواب جبهة القوى الاشتراكية خلال خامس انتخابات تشريعية جزائرية تعددية خلال يوم 10 ماي 2012م.

#### التمثيل النسوي
التوزع الجنسي لنواب البرلمان (2012م-2017م)
توزع نواب البرلمان عن جبهة القوى الاشتراكية وطنيا في الدورة التشريعية 2012م-2017م وفق الجنس حسب النسب التالية:
1. النواب النساء: 10 (35.71 %).
2. النواب الرجال: 18 (64.29 %).

#### التمثيل الولائي
التوزع الولائي لنواب البرلمان (2012م-2017م)
توزع نواب البرلمان عن جبهة القوى الاشتراكية وطنيا في العهدة التشريعية 2012م-2017م عبر الولايات حسب النسب التالية:
1. نواب ولاية بجاية: 07 (25.00 %).
2. نواب ولاية البويرة: 02 (7.14 %).
3. نواب ولاية تيزي وزو: 07 (25.00 %).
4. نواب ولاية الجزائر: 05 (17.86 %).
5. نواب ولاية برج بوعريريج: 02 (7.14 %).
6. نواب ولاية بومرداس: 03 (10.71 %).
7. نواب ولاية قسنطينة: 01 (3.57 %).
8. نواب أمريكا: 01 (3.57 %).

### العهدة التشريعية 2017م-2022م
تشكلت كتلة نواب جبهة القوى الاشتراكية خلال سادس انتخابات تشريعية جزائرية تعددية خلال يوم 4 ماي 2017م.

#### التمثيل النسوي
التوزع الجنسي لنواب البرلمان (2017م-2022م)
توزع نواب البرلمان عن جبهة القوى الاشتراكية وطنيا في الدورة التشريعية 2017م-2022م وفق الجنس حسب النسب التالية:
1. النواب النساء: 03 (21.43 %).
2. النواب الرجال: 11 (78.57 %).

#### التمثيل الولائي
التوزع الولائي لنواب البرلمان (2017م-2022م)
توزع نواب البرلمان عن جبهة القوى الاشتراكية وطنيا في العهدة التشريعية 2017م-2022م عبر الولايات حسب النسب التالية:
1. نواب ولاية بجاية: 04 (28.57 %).
2. نواب ولاية البويرة: 01 (7.14 %).
3. نواب ولاية تيزي وزو: 04 (28.57 %).
4. نواب ولاية الجزائر: 03 (21.43 %).
5. نواب ولاية عنابة: 01 (7.14 %).
6. نواب ولاية بومرداس: 01 (7.14 %).

## الوزراء
| رقم | الوزير               | الوزارة             | الحكومة                  | البداية         | النهاية        |
| --- | -------------------- | ------------------- | ------------------------ | --------------- | -------------- |
| 01  | محند أمقران شريفي    | وزير التجارة        | حكومة الإبراهيمي الثانية | 17 نوفمبر 1987م | 9 نوفمبر 1988م |
| 02  | عبد السلام علي راشدي | وزير منتدب للجامعات | حكومة حمروش الأولى       | 9 سبتمبر 1989م  | 25 يوليو 1990م |

## المنتخبون المحليون

### الانتخابات المحلية في 29 نوفمبر 2007م
| المنتخبون المحليون للأفافاس (2007م-2012م) | الأصوات المعبر عنها | النسبة المئوية | المقاعد |
| ----------------------------------------- | ------------------- | -------------- | ------- |
| المجالس الشعبية الولائية                  | 267٬608             | 2.76 %         | 54      |
| المجالس الشعبية البلدية                   | 282٬154             | 4.05 %         | 566     |

## نوابمجلس الأمة
| رقم | السيناتور      | الولاية        | ملاحظة     | البداية | النهاية |
| --- | -------------- | -------------- | ---------- | ------- | ------- |
| 01  | موسى تمدرتازة  | ولاية تيزي وزو | منتخب محلي | 2015م   | 2017م   |
| 02  | إبراهيم مزياني | ولاية بجاية    | منتخب محلي | 2015م   | 2017م   |
| 03  | حسين هارون     | ولاية تيزي وزو | منتخب محلي | 2015م   | 2017م   |
| 04  | محمد بطاش      | ولاية بجاية    | منتخب محلي | 2015م   | 2017م   |

## مبادرات

### إعادة بناء الإجماع الوطني
دعت قيادة جبهة القوى الاشتراكية في سنة 2014م إلى مشروع "إعادة بناء الإجماع الوطني الذي كان سائدا خلال ثورة التحريرالوطني.
وتتمثل هذه المبادرة في خلق روح جديدة للإجماع كالتي مكنت بالأمس من تجنيد الجزائريين والجزائريات من أجل استعادة حريتهم وسيادتهم.
وتهدف «إعادة بناء الإجماع الوطني» إلى بناء دولة القانون الذي يتطلب جهود كل الفاعلين السياسيين الجزائريين.
وتعتبر هذه المبادرة كاستمرار لمنهج الحوار بين كافة الأطراف السياسية الجزائرية كسبيل وحيد للذهاب سويا إلى التغيير وبناء دولة القانون في جو منظم تدريجي، لأنه من خلال الحوار يمكن حل جميع المشاكل.
ويتم إنجاز هذه المبادرة عبر جلوس جميع الشركاء السياسيين الجزائريين حول طاولة لتحديد الأولويات للذهاب نحو مستقبل يكون فيه لكل جزائري وجزائرية مكانة لائقة.
وتحافظ هذه المبادرة على الاختلافات الفكرية والإيديولوجية واختلاف البرامج السياسية، لأن تحقيق «الإجماع الوطني» يبقى مسألة منهج يجمع كل الاقتراحات من أجل ضمان حوار يسمح بتحقيق تقدم على الصعيدين السياسي والديمقراطي وكذا توفير شروط التنمية المستدامة.
وغاية هذه المبادرة هي إيجاد مخرج توافقي سلمي وديمقراطي للوضعية الجزائرية والاستجابة لتحديات الغد الكبيرة السياسية والاقتصادية والاجتماعية والأمنية والثقافية.

### مواضيع ذات صلة
- حسين آيت أحمد
- علي مسيلي
- لخضر بورقعة
- قائمة نواب ولاية الجزائر
- الهيئة العليا المستقلة لمراقبة الانتخابات
- البرلمان الجزائري
- أحداث جانفي 1992م في الجزائر
- الانتخابات التشريعية الجزائرية 2017

### وصلات خارجية
- الموقع الرسمي لجبهة القوى الاشتراكية بالعربية (ar) نسخة محفوظة 30 أكتوبر 2016 على موقع واي باك مشين.
- الموقع الرسمي لجبهة القوى الاشتراكية بالفرنسية (fr)

### فيديوهات
- برنامج بوضوح : في ضيافة محمد نبو الآمين الوطني لحزب جبهة القوى الاشتراكية (الجزء 1) على يوتيوب.
- برنامج بوضوح : في ضيافة محمد نبو الآمين الوطني لحزب جبهة القوى الاشتراكية (الجزء 2) على يوتيوب.
- مائدة مستديرة لجبهة القوى الاشتراكية حول التنمية المحلية على يوتيوب.

1. ↑  » Maintenance Mode نسخة محفوظة 08 يوليو 2017 على موقع واي باك مشين.
2. ↑  Ffs-Dz.info نسخة محفوظة 30 أكتوبر 2016 على موقع واي باك مشين.
3. ↑  قائمة نواب المجلس التأسيسي 1962 نسخة محفوظة 27 أكتوبر 2017 على موقع واي باك مشين.
4. ↑  جزايرس : الأفافاس سينتخب ''هيئة رئاسية'' لتعويض رجل بحجم آيت أحمد نسخة محفوظة 29 أغسطس 2016 على موقع واي باك مشين.
5. ↑  جزايرس : تنصيب أعضاء الأمانة الوطنية ومنسق لجنة الأخلاقيات في الأفافاس نسخة محفوظة 29 أغسطس 2016 على موقع واي باك مشين.
6. ↑  مساومات بالمناصب تعصف بتوازنات الأفافاس - يومية السلام اليوم نسخة محفوظة 16 مايو 2018 على موقع واي باك مشين.
7. ↑  جزايرس : أفافاس أم البواقي يحيي أربعينية وفاة الدا الحسين نسخة محفوظة 29 أغسطس 2016 على موقع واي باك مشين.
8. 1 2   https://web.archive.org/web/20160303232844/http://www.algeria-watch.de/pdf/pdf_fr/resultats_elections_1991_.pdf. مؤرشف من الأصل (PDF) في 2016-03-03. {{استشهاد ويب}}: الوسيط |title= غير موجود أو فارغ (مساعدة)
9. 1 2   https://web.archive.org/web/20191206095952/https://www.joradp.dz/FTP/Jo-Francais/1992/F1992001.pdf. مؤرشف من الأصل (PDF) في 2019-12-06. {{استشهاد ويب}}: الوسيط |title= غير موجود أو فارغ (مساعدة)
10. ↑  نواب الفترة التشريعية الرابعة 1997-2002 نسخة محفوظة 24 يناير 2018 على موقع واي باك مشين.
11. ↑  أعضــاء المجلس الشعبي الوطني العهدة الثامنة 2017-2022: نتائـــج البحـــث نسخة محفوظة 3 يناير 2020 على موقع واي باك مشين.
12. ↑  LES MEMBRES DE L'APN 8 ème LEGISLATURE : Résultats de recherche نسخة محفوظة 3 يناير 2020 على موقع واي باك مشين.
13. ↑  القائمة الاسمية لأعضاء مجلس الأمة [وصلة مكسورة] نسخة محفوظة 25 مارس 2016 على موقع واي باك مشين.
14. ↑  Algpress.com نسخة محفوظة 19 أغسطس 2016 على موقع واي باك مشين.
15. ↑  جزايرس : بادرت بها جبهة القوى الاشتراكية ... حزب جبهة التحرير الوطني يعلن مشاركته في ندوة الإجماع الوطني نسخة محفوظة 29 أغسطس 2016 على موقع واي باك مشين.
16. ↑  النهار الجديد - اعادة بناء اجماع وطني الحل الديمقراطي الأمثل للحفاظ على الوحدة الوطنية نسخة محفوظة 17 سبتمبر 2016 على موقع واي باك مشين.
17. ↑  http://www.aps.dz/ar/algerie/12891-%D9%86%D8%AF%D9%88%D8%A9-%D8%A7%D9%84%D8%A5%D8%AC%D9%85%D8%A7%D8%B9-%D8%A7%D9%84%D9%88%D8%B7%D9%86%D9%8A-%D8%A7%D9%84%D8%AD%D9%88%D8%A7%D8%B1-%D9%85%D9%86-%D8%B4%D8%A3%D9%86%D9%87-%D8%A3%D9%86-%D9%8A%D8%B3%D8%A7%D9%87%D9%85-%D9%81%D9%8A-%D8%B1%D9%81%D8%B9-%D8%A7%D9%84%D9%84%D8%A8%D8%B3-%D9%88-%D8%B3%D9%88%D8%A1-%D8%A7%D9%84%D9%81%D9%87%D9%85-%D8%AC%D8%A8%D9%87%D8%A9-%D8%A7%D9%84%D9%82%D9%88%D9%89-%D8%A7%D9%84%D8%A7%D8%B4%D8%AA%D8%B1%D8%A7%D9%83%D9%8A%D8%A9 نسخة محفوظة 2020-09-16 على موقع واي باك مشين.
18. ↑  http://www.aps.dz/ar/algerie/12068-%D8%AD%D8%B2%D8%A8-%D8%AC%D8%A8%D9%87%D8%A9-%D8%A7%D9%84%D8%AA%D8%AD%D8%B1%D9%8A%D8%B1-%D8%A7%D9%84%D9%88%D8%B7%D9%86%D9%8A-%D9%8A%D8%B9%D9%84%D9%86-%D9%85%D8%B4%D8%A7%D8%B1%D9%83%D8%AA%D9%87-%D9%81%D9%8A-%D9%86%D8%AF%D9%88%D8%A9-%D8%A7%D9%84%D8%A5%D8%AC%D9%85%D8%A7%D8%B9-%D8%A7%D9%84%D9%88%D8%B7%D9%86%D9%8A-%D8%A7%D9%84%D8%AA%D9%8A-%D8%A8%D8%A7%D8%AF%D8%B1%D8%AA-%D8%A8%D9%87%D8%A7-%D8%AC%D8%A8%D9%87%D8%A9-%D8%A7%D9%84%D9%82%D9%88%D9%89-%D8%A7%D9%84%D8%A7%D8%B4%D8%AA%D8%B1%D8%A7%D9%83%D9%8A%D8%A9 نسخة محفوظة 2020-09-16 على موقع واي باك مشين.
19. ↑  جبهة القوى الاشتراكية اتفقت مع الكثير من الفاعلين حول عدة نقاط وردت في مبادرة إعادة بناء الإجماع الوطني (العسكري) نسخة محفوظة 2020-09-16 على موقع واي باك مشين.
20. ↑  جبهة القوى الاشتراكية تدعو الى " إعادة بناء الإجماع الوطني" نسخة محفوظة 3 يناير 2015 على موقع واي باك مشين.